# Schloßmühle (Wülfershausen an der Saale)
Schloßmühle ist ein Gemeindeteil der Gemeinde Wülfershausen an der Saale im unterfränkischen Landkreis Rhön-Grabfeld in Bayern.

## Lage
Die Einöde steht östlich von Eichenhausen am linken Ufer des Taubachs.

## Geschichte
Die Mühle gehörte zur Schlossanlage von Eichenhausen. Ihr Bau lässt sich auf das 16. Jahrhundert zurückverfolgen. Sie war bis in die 1960er Jahre eine Getreidemühle. Seitdem wird das Anwesen zu Wohnzwecken genutzt. 